# 藍乾章
藍乾章（1915年—1991年），生于湖北武昌，原籍四川，中国图书馆学家。

## 生平
藍乾章初習生物學，後轉攻圖書館學。1938年畢業於武昌文華圖書館專科學校。
在大陸期間，曾經先後任擔任武漢大學圖書館員，西北大學圖書館員、浙江大學圖書館員、國立社會教育學院講師兼圖書館閱覽組主任、國立羅斯福圖書館編輯及國立中央圖書館編輯。
來臺以後，先在臺灣省立工學院圖書館擔任組員。於1949年轉任國立臺灣大學圖書館，1959年轉任中央研究院歷史語言研究所傅斯年圖書館主任。1956~57年間曾經赴美在哥倫比亞大學圖書館研究所進修。1972年應聘天主教輔仁大學教授兼圖書館學系主任、圖書館總館長。擔任各圖書館職務期間即在臺灣師範大學社會教育學系圖書館組、臺灣大學圖書館學系及輔仁大學圖書館學系兼課。

## 家庭
弟藍乾福等。